# Греческая футбольная лига
Футбольная лига (греч. Φούτμπολ Λιγκ), бывшая Бета Этники (греч. Β΄ Εθνική, II национальная категория) — второй дивизион в структуре профессионального футбола в Греции до сезона-2019/20 и третий — в сезонах 2019/20 и 2020/21. Лучшие команды второго дивизиона переходят в высший дивизион — греческую Суперлигу. В 2019 году вторым дивизионом стала Суперлига 2.

## История
Соревнование стартовало в 1954 году как региональный чемпионат для друг групп: Север и Юг. Участвующие команды становились чемпионами каждая своей футбольной ассоциации. Каждый год состав участников менялся. В 1960 году дивизион получил своё название, а часть команд стала постоянными участниками соревнования. С 1960 по 1984 год количество подгрупп увеличилось и достигло максимального количества в десять к 1962 году. В 1962 году состав дивизиона стал постоянным, а важным условием участия стало неучастие команд в своих местных чемпионатах. Эти изменения позволили многим статистикам начать свои записи именно с этого периода (сезон 1962/63 годов). В течение 21 сезона, с 1962/63 по 1982/83, чемпионат проводился по группам. Текущая система иерархии была внедрена в сезоне 1983/84.
3 августа 2010 года название дивизиона было изменено на Футбольная лига. Третий уровень (Гамма Этники) в сезонах 2010/11—2012/13 назывался Футбольная лига 2.

### С 2019 года
После создания Суперлиги 2 в 2019—2021 годах Футбольная лига являлась третьим уровнем системы футбольных лиг Греции, Гамма Этники — третий уровень системы лиг — в это время являлась четвёртым уровнем.
Число команд-участниц Суперлиги 2 в сезонах 2019/20 и 2020/21 — 12. С сезона 2021/22 количество участников было увеличено, в лигу были включены несколько вторых команд клубов Суперлиги (АЕК Б, ПАОК Б, «Панатинаикос Б», «Олимпиакос Пирей Б»), а также ряд клубов Футбольной лиги, которая по окончании сезона 2020/21 была упразднена. Суперлига 2 с сезона 2021/22 стала разбита на две группы: северную и южную.
Осуществляется обмен с вышестоящей Суперлигой (вторые команды повышаться не могут) и третьим дивизионом — лигой Гамма Этники. Все клубы лиги (кроме вторых команд) принимают участие в Кубке Греции.

## Победители

### С 1960 по 1962
| Сезон   | Победитель |
| ------- | --- |
| 1959-60 | Фостирас, Атромитос Пирей, Панелефсиниакос, Фермаикос                                                                                      |
| 1960-61 | Панелефсиниакос, Ники Волос, Аспида Ксанти, Эгалео                                                                                         |
| 1961-62 | Панкоринфиакос, Панегиалиос, Ираклис Кавала, Ираклис (Серре), Ахиллеас Трикала, Лариса, Олимпиакос (Волос), Пиерикос, Визас, Родиакос, ОФИ |

### С 1963 по 1982
| Сезон   | Победитель                                                     |
| ------- | -------------------------------------------------------------- |
| 1962-63 | Эдессаикос, Докса (Драма), Олимпиакос Халкидия, Панкоринфиакос |
| 1963-64 | Панахаики, Проодефтики, Филиппи Кавала                         |
| 1964-65 | Пансерраикос, Эдессаикос, Эгалео, Визас                        |
| 1965-66 | Верия, ОФИ, Визас                                              |
| 1966-67 | Панелефсиниакос, Кавала, Олимпиакос (Волос)                    |
| 1967-68 | Халкида, Трикала                                               |
| 1968-69 | Панахаики, Кавала                                              |
| 1969-70 | Аполлон (Афины), Верия, Фостирас                               |
| 1970-71 | Панахаики, Трикала, Олимпиакос (Волос)                         |
| 1971-72 | Пансерраикос, Каламата, Атромитос                              |
| 1972-73 | Аполлон (Афины), Аполлон 1926, Лариса                          |
| 1973-74 | ПАС (Янина), Кастория, Каламата                                |
| 1974-75 | Аполлон (Афины), Панетоликос, Пиерикос                         |
| 1975-76 | Кавала, ОФИ                                                    |
| 1976-77 | Эгалео, Верия                                                  |
| 1977-78 | Родос, Лариса                                                  |
| 1978-79 | Докса (Драма), Коринфос                                        |
| 1979-80 | Пансерраикос, Атромитос                                        |
| 1980-81 | Родос, Ираклис                                                 |
| 1981-82 | Панахаики, Македоникос                                         |
| 1982-83 | Эгалео, Аполлон 1926                                           |

### С 1983
| Сезон   | Победитель    |
| ------- | ------------- |
| 1983-84 | Панахаики     |
| 1984-85 | ПАС (Янина)   |
| 1985-86 | Диагорас      |
| 1986-87 | Панахаики     |
| 1987-88 | Докса (Драма) |
| 1988-89 | Ксанти        |
| 1989-90 | Атинаикос     |
| 1990-91 | Этникос Пирей |
| 1991-92 | Аполлон 1926  |
| 1992-93 | Науса         |
| 1993-94 | Ионикос       |
| 1994-95 | Панилиакос    |

| Сезон     | Победитель        |
| --------- | ----------------- |
| 1995-96   | Кавала            |
| 1996-97   | Паниониос         |
| 1997-98   | Арис              |
| 1998-99   | Трикала           |
| 1999-2000 | Атинаикос         |
| 2000-01   | Эгалео            |
| 2001-02   | ПАС (Янина)       |
| 2002-03   | Халкидония        |
| 2003-04   | Керкира           |
| 2004-05   | Лариса            |
| 2005-06   | Эрготелис         |
| 2006-07   | Астерас (Триполи) |

| Сезон   | Победитель         |
| ------- | ------------------ |
| 2007-08 | Пансерраикос       |
| 2008-09 | Атромитос          |
| 2009-10 | Олимпиакос (Волос) |
| 2010-11 | Панетоликос        |
| 2011-12 | Пантракикос        |
| 2012-13 | Аполлон Смирнис    |
| 2013-14 | Ники Волос         |
| 2014-15 | АЕК (Афины)        |
| 2015-16 | АЕЛ (Лариса)       |
| 2016-17 | Аполлон Смирнис    |
| 2017-18 | ОФИ                |
| 2018-19 | Волос              |

В сезонах 2019/20 и 2020/21 Футбольная лига являлась третьим уровнем в системе лиг.
| Сезон   | Победитель                   |
| ------- | ---------------------------- |
| 2019/20 | Трикала                      |
| 2020/21 | Верия (Север), Каламата (юг) |

| Сезон   | Победитель                          |
| ------- | ----------------------------------- |
| 2019/20 | ПАС                                 |
| 2020/21 | Ионикос                             |
| 2021/22 | Левадиакос                          |
| 2022/23 | Пансерраикос (север) и Кифисья (юг) |
| 2023/24 | Левадиакос (север) и Калитея (юг)   |
| 2024/25 | Лариса (север) и Кифисья (юг)       |